# Список массовых убийств в ходе Второй греко-турецкой войны
После поражения Османской империи в Первой мировой войне и подписания Мудросского перемирия державы-победительницы приступили к разделу её территории, в том числе регионов, которые в своё время были первоначальным ядром Османской империи. Греция, как союзница стран-победительниц, получила обещания, что ей будут отданы Восточная Фракия (кроме Константинополя) и Западные районы Малой Азии, где компактно проживало греческое население.

## Список массовых убийств
| Название                                              | Дата                   | Место                     | Общее число убитых                         | Нападавшие              | Жертвы                                                 | Описание |
| ----------------------------------------------------- | ---------------------- | ------------------------- | ------------------------------------------ | ----------------------- | ------------------------------------------------------ | --- |
| Греческий десант в Смирне (см.также Оккупация Смирны) | 15-16 мая 1919         | Смирна                    | 400-500                                    | Турки                   | Греки, Турки                                           | Упорядоченная высадка греческой армии вскоре превратилась в бунт турецкого населения, спровоцированного итальянцами. Среди греков было убито около сотни человек; среди турок (в ходе наведения порядка греческой армией) по разным оценкам от 300 до 400 человек. Число турок, убитых греческой армией за время оккупации Смирны (не считая саму высадку), оценивается в более 4000. |
| Резня в Менемене                                      | 16-17 июня 1919        | Менемен                   | 100-200                                    | Греки                   | Турки                                                  | Резня началась с убийства греческими солдатами главы города и шести полицейских, сопровождавших его. Нападения и убийства совершались греками с Крита при поддержке немногочисленного местного греческого населения. От 100 до 200 турок были убиты и столько же получили ранения. Среди греков жертв не было. |
| Резня в Айдыне                                        | 17 июня- 4 июля 1919   | Айдын                     | 2,700-3,500                                | Турки и греки           | Греки и турки                                          | Греческая армия заняла город без боя, который позже был взят турецкими нерегулярными войсками, а затем снова греками. Эти события уничтожили большую часть города и способствовали резне с обеих сторон. Среди греков потери составили от 1,5 до 2 тысяч человек; среди турок — от 1,2 до 1,5 тысяч. |
| Резня в Изникско-Измитском регионе                    | март 1920- июнь 1921   | Гейве, Изник и Измит      | 12,000 убитых и 2,500 пропавших без вести. | Турки                   | Греки, армяне, черкесы, абхазы, турки лояльные султану | В резне участвовали турецкие иррегулярные войска и армия кемалистов. 12 тысяч греков были убиты, 2,5 тысяч человек пропали без вести; 30 деревень уничтожены. Согласно греческим источникам было разрушено 45 греческих, 40 армянских и 40 черкесских деревень, было убито до 100 тысяч человек |
| Резня на полуострове Ялова                            | 1920-1921              | Ялова, Гемлик и Орхангази | 35 или 5,500-9,100                         | Греки, армяне и черкесы | Турки                                                  | В резне участвовали греческие войска, местные греки, армяне и черкесы, которые сожгли Орхангази, Енишехир и Армутлу. 27 семь деревень были уничтожены. Большая часть их жителей оказалась в бегах. В Армутлу было изнасиловано большинство женщин. |
| Измитская резня                                       | 24 июня 1921           | Измит                     | 300                                        | Греки                   | Турки                                                  | Около 300 человек, по большей части мужчины, были казнены греческой армией. Их тела были захоронены в братской могиле в окрестностях города. Арнольд Тойнби освещал произошедшее в «Manchester Guardian». |
| Резня в Каратепе                                      | 14 февраля 1922        | Каратепе                  | 385                                        | Греки                   | Турки                                                  | 14 февраля 1922 в турецкой деревне Каратепе в Айдынском вилаете, окружённой греками, все жители были выведены в мечеть и сожжены вместе со зданием. Те немногие, кто спасся от огня, были расстреляны. |
| Бой в Салихлы                                         | 5 сентября 1922        | Салихлы                   | приблизительно 76                          |                         |                                                        | Город был разрушен при попытке I и XIV турецких кавалерийских дивизий, поддерживаемых иррегулярными городскими группами, блокировать здесь и разгромить 5/42 гвардейский полк отступающей греческой армии. В последовавшем бою на улицах города греческий полк вышел победителем. Турки использовали и артиллерию, в результате чего большая часть города была разрушена. Согласно другой версии город был сожжён греками при отступлении. Так или иначе, было разрушено 65% зданий города. |
| Сожжение Тургутлу                                     | 4-6 сентября 1922      | Тургутлу                  | 1000                                       | Греки                   | Турки                                                  | Город был сожжён при отступлении греческой армии; уничтожено более 90% строений. Жертвы только с турецкой стороны. |
| Резня в Тургутлу                                      | сентябрь 1922          | Тургутлу                  | 4000                                       | Турки                   | Греки                                                  | После отступления греческой армии в городе из 8 тысяч мирных греков осталась половина. Все они были убиты во время наступления турецкой армии. |
| Сожжение Ушака                                        | 1 сентября 1922        | Ушак                      | 200                                        | Греки                   | Турки                                                  | Город был сожжён при отступлении греческой армии; уничтожено около 33% зданий. |
| Пожар в Манисе                                        | 6-7 сентября 1922      | Маниса                    | 4355                                       | Греки                   | Турки                                                  | Город был сожжён при отступлении греческой армии. |
| Резня в Акхисаре                                      | 1922                   | Акхисар                   | 7,000                                      | Турки                   | Греки                                                  | Убито всё местное греческое население турецкой армией и навсегда ликвидирована христианская община. |
| Сожжение Алашехира                                    | 3-4 сентября 1922      | Алашехир                  | 3,000                                      | Греки                   | Турки                                                  | Город сожжён при отступлении греческой армии. |
| Убийства в Айвалыке                                   | После 19 сентября 1922 | Айвалык                   | 2,977                                      | Турки                   | Греки                                                  | Около 3000 греческих мужчин были выселены в глубь Анатолии. Из них выжило только 23 человека. Остальное население было депортировано в Грецию. |
| Резня на острове Алибей                               | После 19 сентября 1922 | остров Алибей             | Несколько сотен                            | Турки                   | Греки                                                  | Уничтожено почти всё население острова, спаслось только несколько детей. Причиной послужило убийство исламского судьи греческими иррегулярными войсками несколько лет ранее. |
| Резня в Смирне                                        | 13-22 сентября 1922    | Смирна                    | 10,000–100,000                             | Турки                   | Греки и армяне                                         | Большая часть греческого и армянского населения города была убита, огнём уничтожены кварталы, где они проживали. |